# Sitio de Tesalónica (254)
El sitio de Tesalónica en 254 fue la exitosa defensa de la ciudad de Tesalónica por la milicia romana local durante una invasión de los Balcanes por los godos.

## Antecedentes
En 254 los godos invadieron y saquearon Tracia y Macedonia. En 1979, Herwig Wolfram consideró 254 como la fecha, mientras que Mallan y Davenport en 2015 sugirieron 262. Goltz y Hartmann estimaron 254 como la fecha. David Potter en 2016 rechazó la estimación de Mallan y Davenport y la fechó en 253 o 259.

## Sitio
Los godos intentaron asaltar Tesalónica en formaciones de orden cerrado y columnas de asalto. Los tesalonicenses se unieron para defender las murallas de la ciudad y derrotaron los ataques.

## Consecuencias
Los godos abandonaron el asedio e invadieron Grecia al sur de las Termópilas, buscando saquear la riqueza de oro y plata de los templos griegos. El asedio fue registrado por el historiador contemporáneo Dexippus. Un fragmento de su obra, descubierto en Viena en 2010, especifica la participación de los ciudadanos en la defensa.